# Wiktor Krowopuskow
Wiktor Aleksiejewicz Krowopuskow (ros. Виктор Алексеевич Кровопусков; ur. 29 września 1948 w Moskwie) – rosyjski szablista reprezentujący ZSRR, czterokrotny mistrz olimpijski i wielokrotny medalista mistrzostw świata.
Treningi rozpoczął jako trzynastolatek. W kadrze Związku Radzieckiego znajdował się w latach 1973-1986. 
Na igrzyskach olimpijskich w Montrealu w 1976 roku wywalczył złoty medal indywidualnie. W rundzie finałowej wygrał wszystkie pięć walk i wyprzedził rodaków: Władimira Nazłymowa i Wiktora Sidiaka. Parę dni później wspólnie z Wiktorem Sidiakiem, Władimirem Nazłymowem, Michaiłem Burcewem i Eduardem Winokurowem zwyciężył drużynowo. Na rozgrywanych cztery lata później igrzyskach olimpijskich w Moskwie obronił tytuł mistrza olimpijskiego. W finałach wygrał cztery z pięciu walk, wyprzedzając Michaiła Burcewa i Węgra Imre Gedőváriego. Ponadto reprezentacja ZSRR w składzie: Wiktor Sidiak, Władimir Nazłymow, Wiktor Krowopuskow, Michaił Burcew i Nikołaj Alochin zdobyła złoty medal.
Podczas mistrzostw świata w Göteborgu w 1973 roku razem z Wiktorem Sidiakiem, Władimirem Nazłymowem, Eduardem Winokurowem i Władimirem Pawlenko zdobył srebrny medal w zawodach drużynowych. W tej samej konkurencji zdobywał następnie złote medale na mistrzostwach świata w Grenoble (1974), mistrzostwach świata w Budapeszcie (1975), mistrzostwach świata w Melbourne (1979), mistrzostwach świata w Wiedniu (1983) i mistrzostwach świata w Barcelonie (1985), srebrne na mistrzostwach świata w Hamburgu (1978) i mistrzostwach świata w Clermont-Ferrand (1981) oraz brązowy podczas mistrzostw świata w Rzymie (1982). Ponadto zdobył cztery medale indywidualnie: złote na mistrzostwach świata w Hamburgu w 1978 roku i na mistrzostwach świata w Rzymie w 1982 roku oraz srebrne na mistrzostwach świata w Grenoble w 1974 roku (za Włochem Mario Aldo Montano) i na mistrzostwach świata w Melbourne w pięć lat później (za Władimirem Nazłymowem).
Odznaczony Orderem Czerwonego Sztandaru Pracy (1976), Orderem Lenina (1980) i medalem „Za pracowniczą dzielność” (1985). Po zakończeniu kariery został trenerem, pracował w ZSRR, Rosji, Japonii i Iranie.

## Starty olimpijskie
Montreal 1976
- szabla indywidualnie i drużynowo - złoto

Moskwa 1980
- szabla indywidualnie i drużynowo - złoto